# Five Swing Live
Five Swing Live est un EP live du groupe britannique The Cure sorti le 10 juin 1997 en édition limitée à 5000 exemplaires et uniquement disponible par l'intermédiaire du site officiel du groupe. Il comprend cinq chansons issues de l'album Wild Mood Swings enregistrées en concert en décembre 1996.
Le disque est dédié à la mémoire du chanteur Billy Mackenzie, mort en janvier 1997. 

## Liste des titres
Toutes les chansons sont écrites et composées par Robert Smith, Simon Gallup, Perry Bamonte, Roger O'Donnell, Jason Cooper.
| No | Titre                                                                  | Durée |
| -- | ---------------------------------------------------------------------- | ----- |
| 1. | Want (live National Exhibition Center, Birmingham, 16/12/1996)         | 5:01  |
| 2. | Club America (live National Exhibition Center, Birmingham, 16/12/1996) | 4:45  |
| 3. | Mint Car (live Sheffield Arena, Sheffield, 13/12/1996)                 | 3:23  |
| 4. | Trap (live Nynex Arena, Manchester, 14/12/1996)                        | 3:32  |
| 5. | Treasure (live National Exhibition Center, Birmingham, 16/12/1996)     | 3:19  |

## Composition du groupe
- Robert Smith: Chant, guitare
- Simon Gallup: Basse
- Perry Bamonte: Guitare
- Roger O'Donnell: Claviers
- Jason Cooper: Batterie